# إليزابيث روس
إليزابيث روس (بالإنجليزية: Betsy Ross)‏ (و. 1752 – 1836 م) هي خياطة من مملكة بريطانيا العظمى، والولايات المتحدة، ولدت في فيلادلفيا، توفيت في فيلادلفيا، عن عمر يناهز 84 عاماً.
ينسب إليها حياكة العلم الأمريكي الأول.